# ثورة اليمامة (744)
ثَوْرةُ اليَمامة (126هـ / 744م) هي ثورة قبائل عربيَّة في اليمامة على الخلافة الأُمويَّة في أواخر عهدها، وفي وقتٍ تمرُّ فيه البلاد باضطِّراباتٍ وفوضى كبيرة في أنحائها.
كانت اليمامة مسرحًا للاضطرابات في أواخر العهد الأموي، إذ اندلعت معارك بين واليها علي بن المهاجر وزعيم بني حنيفة المهير بن سلمى بن هلال. بعد هزيمة ابن المهاجر وفراره، سيطر المهير على اليمامة حتى وفاته، ثم تلا ذلك صراعات قبلية بين بني حنيفة وحلفائهم وبني عامر وعقيل، مما أدى إلى سلسلة من المعارك العنيفة بين القبائل العربيَّة، وانتهت باستنزاف القبائل بعضها البعض حتى عاد الحُكم الأموي إليها في عهد مروان بن محمد دون قتال، واستخفى عبيد الله بن مسلم الحنفي، أحد زُعماء الثورة، عن أنظار السُّلُطات الأمويَّة. مع مجيء الحكم العباسي، قُبض على عبيد الله الحنفي أحد زُعماء الثورة وقتل على يد الوالي السريُّ الهاشمي، لتنتهي آثار الثَّورة بمقتله.

## خروج اليمامة عن الأمويين

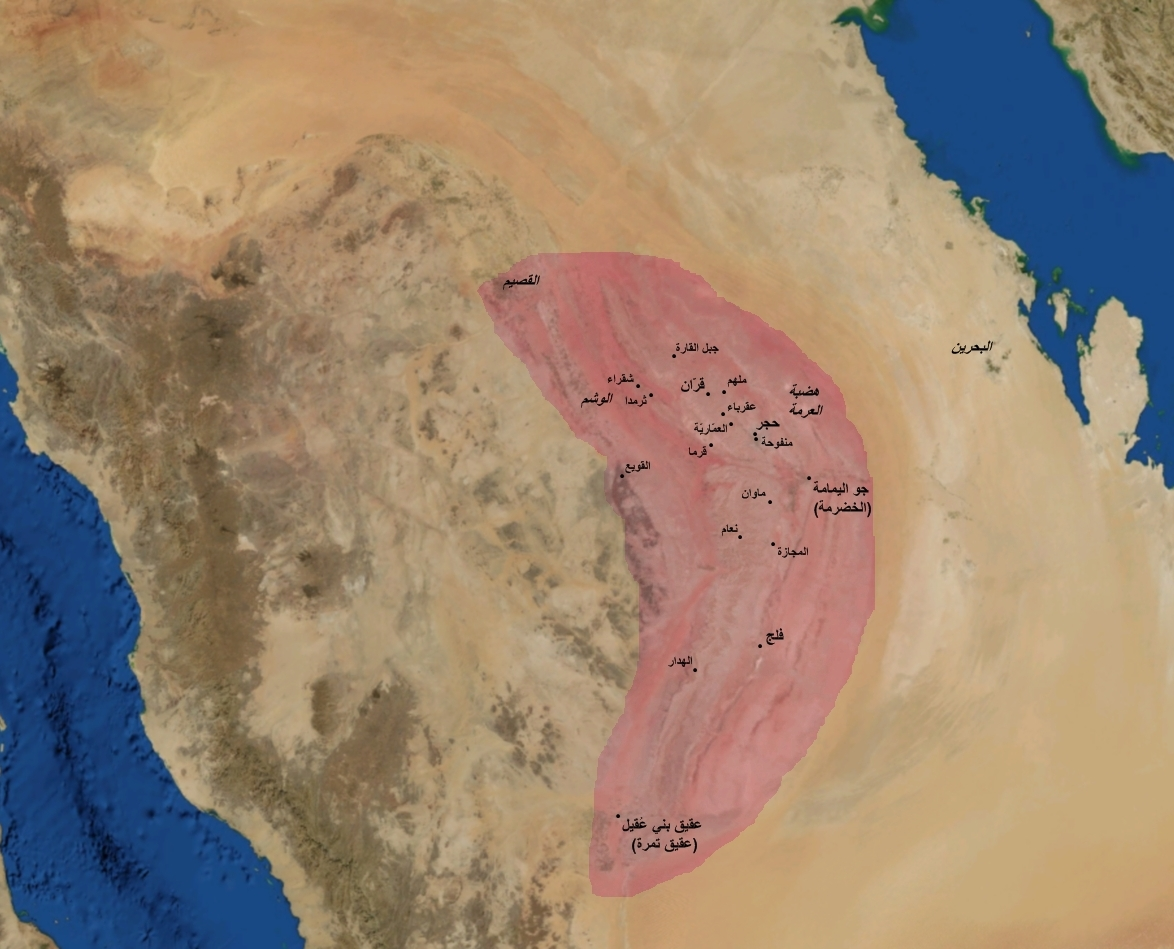
إقليم اليمامة التَّاريخي حسب وصف الهمداني وياقوت الحموي.

بعد مقتل الخليفة الوليد بن يزيد ودخول الخلافة الأُمويَّة سلسلة من الاضطِّرابات والفوضى في عهدها الأخير على مستوى البلاد مثل ثورة فلسطين والأردن، وثورة حمص وغيرها من القلاقل المُهددة للدَّولة الأمويَّة، كان علي بن المهاجر واليًا على اليمامة، مُعينًا من قبل الوالي الأموي على العراق يوسف بن عمر الثقفي. جاء المهير بن سلمى بن هلال، أحد زعماء بني الدؤل بن حنيفة إلى علي بن المهاجر طالبًا منه الانسحاب من اليمامة وتركها إليه سُلمًا، لكن ابن المهاجر رفض ذلك. جمع المهير قواته من الأعراب وسار نحو قصر ابن المُهاجر في قاع هجر. نشبت معركة بين الجانبين في منطقة القاع، وانتهت بهزيمة ابن المُهاجر،وفراره إلى المدينة. قتل المهير عددًا من أنصار علي بن المهاجر خلال المعركة.
بعد المعركة، سيطر المهير على اليمامة خارجًا بذلك عن سُلطان بني أُميَّة حتى وفاته، إذ تولى صاحبه عبد الله بن النعمان، أحد أفراد بني قيس بن ثعلبة، حكم اليمامة. قام عبد الله بتعيين المندلث بن إدريس الحنفي حاكمًا على الفلج، وهي قرية تابعة لبني عامر بن صعصعة. إلا أن بني كعب بن ربيعة، ومعهم بنو عقيل، تحالفوا ضد المندلث، واشتبكوا معه في معركة عنيفة أسفرت عن مقتل المندلث وعدد كبير من أتباعه، في حين لم يخسر بنو عامر سوى عدد قليل من المقاتلين.

## الصراعات القبليَّة
عندما وصل خبر مقتل المندلث إلى عبد الله بن النعمان، جمع ألفًا من مقاتلي حنيفة وغيرهم، وقاد حملة عسكرية ضد الفلج. وفي المعركة التي تلت، انهزم جيش عبد الله بن النعمان، خاصة بعد هروب أبي لطيفة بن مسلم العقيلي وقواته. تراجعت بنو جعدة وفرّوا من ساحة المعركة، حيث قُتل عدد كبير منهم. بعد هذه الهزيمة، توحدت قبائل عقيل وقشير وجعدة ونمير تحت قيادة أبو سهلة النميري، وشنوا هجومًا على بني حنيفة في منطقة معدن الصخراء، فقتلوا العديد منهم وسلبوا نساءهم، في حين امتنع بنو نمير عن سلب النساء.
في تلك الأثناء، رأى عمر بن الوازع الحنفي فرصة لشن هجمات ضد أعدائه، مستغلاً فترة ضعف السلطة المركزية، فجمع قواته وهاجم عدة مناطق، محققًا غنائم كبيرة. لكنه في إحدى المعارك بالقرب من النشاش، انهزم هو وقواته، مما أدى إلى وقوع العديد من بني حنيفة ضحايا العطش والحر الشديد. عادت بنو عامر منتصرةً بالأسرى والنساء.

## عودة الأمويين إلى اليمامة
بعد سلسلة هذه الأحداث، لم يتمكن بني حنيفة من إعادة تنظيم صفوفهم. ورغم ذلك الانقسام، قاد عبيد الله بن مسلم الحنفي هجومًا على ماء لقشير يُدعى حلبان، مُحققًا نصرًا كبيرًا فيها. ثمّ قدِم المثنّى بن يزيد بن عمر بن هبيرة الفزاري واليًا على اليمامة من قبل أبيه يزيد بن عمر بن هبيرة والي العراق، وذلك عندما تولى الأخير حكم العراق للخليفة الأموي مروان بن محمد. عندما وصل المثنّى إلى اليمامة، كانت الأوضاع هادئة ولم يكن هناك قتال. إلا أن بني عامر شهدوا ضد بني حنيفة، مما دفع المثنى بن يزيد، الذي كان أيضًا من قيس عيلان، إلى الانحياز لبني عامر من أبناء قبيلته. فقام المثنى بضرب عددًا من بني حنيفة وحلق رؤوسهم إهانةً لهم. فقال بعضهم:

## بعد مجيء العبَّاسيين
هدأت البلاد تدريجيًا بعد سُقوط حكم الأمويين على يد العبَّاسيين سنة 132هـ / 750م، وبقي عبيد الله بن مسلم الحنفي مختفيًا عن الأنظار، حتى وصول السريُّ بن عبد الله الهاشمي واليًا على اليمامة من قبل الخلافة العبَّاسية، إذ قُبض على عبيد الله الحنفي بعدما دُل عليه وقُتل، ثم تمثَّل الشاعر نوح بن جرير الخَطَفي قائلًا:

### فهرس المنشورات
1. 1 2 3 4  ابن الأثير (2005)، ص. 744.
2. 1 2  ابن الأثير (2005)، ص. 744-745.

### معلومات المنشورات كاملة
الكتب مرتبة حسب تاريخ النشر
- ابن الأثير الجزري (2005)، الكامل في التاريخ، مراجعة: أبو صهيب الكرمي، عَمَّان: بيت الأفكار الدولية، OCLC:122745941، QID:Q123225171